# Hammar och Kornhall
Hammar och Kornhall är en av SCB avgränsad och namnsatt småort i Kungälvs kommun i Västra Götalands län. Den omfattar bebyggelse i de två orterna Hammar och Kornhall belägna väster om Göta älv i Harestads socken.